# Кошечка (фильм, 1983)
«Кошечка» — кинофильм режиссёра Пьера Уни. Франция, 1983 год.

## Сюжет
Бэби Кэт работает моделью в эротических фотосъёмках. Её жизнь превращается в кошмар, когда один из фотографов влюбляется в неё и начинает преследовать. Теперь у неё только одна цель — скрыться.